# ポカホンタスII/イングランドへの旅立ち
『ポカホンタスII/イングランドへの旅立ち』（イングランドへのたびだち、原題:Pocahontas II: Journey to a New World）は、1998年に公開したアメリカのウォルト・ディズニー・カンパニーが製作したアニメーション映画（オリジナルビデオ）。『ポカホンタス』の続編である。1998年にアメリカでビデオが発売された。

## あらすじ
自然の教えに耳を傾け新しい時代の息吹をしなやかに受け入れるポカホンタスにまたも運命的な出会いが訪れ、ジョン・スミスの死を知り、悲しみにくれるポカホンタスの前に現れたのはイギリス人貴族の青年ジョン・ロルフだった。平和の使者としてイギリスへと旅立つことになったポカホンタスは、ロンドンの上流貴族の生活にとまどいながらも、ロルフらに助けられ、国王主催の舞踏会に出席する。

## キャスト
| 役名                   | 英語版声優                         | 日本語吹替      |
| ---------------------- | ---------------------------------- | --------------- |
| ポカホンタス           | アイリーン・ベダード               | 土居裕子        |
| ポカホンタス           | 歌: ジュディ・キーン               | 土居裕子        |
| ジョン・ロルフ         | ビリー・ゼイン                     | 安崎求          |
| ジョン・スミス         | ドナル・ギブソン                   | 堀内賢雄        |
| ジョン・ラトクリフ総督 | デヴィッド・オグデン・スティアーズ | 有川博          |
| ジョン・ラトクリフ総督 | デヴィッド・オグデン・スティアーズ | 歌: 佐山陽規    |
| ジェンキンス           | ジーン・ステイプルトン             | 伊集加代子      |
| パウアタン首長         | ラッセル・ミーンズ                 | 津嘉山正種      |
| 柳の木のおばあさん     | リンダ・ハント                     | 京田尚子        |
| ナコマ                 | ミシェル・セント・ジョン           | 高山みなみ      |
| ジェームズ王           | ジム・カミングス                   | 青野武          |
| アン王妃               | フィノラ・ヒューズ                 | 野沢由香里      |
| 隊長                   | 不明                               | 峰恵研          |
| 船長                   | 不明                               | 藤本譲          |
| 舞踏会の客             | 不明                               | 小形満          |
| モップがけの船員       | 不明                               | 沢りつお        |
| 港の少年               | 不明                               | 佐藤ゆうこ      |
| イギリス人女性         | 不明                               | 西宏子 水原リン |
| フリット               | フランク・ウェルカー               | 原語版流用      |
| ミーコ                 | ジョン・カーサー                   | 原語版流用      |
| パーシー               | ダニー・マン                       | 原語版流用      |
| ウタマトマッキン       | ブラッド・ギャレット               | 原語版流用      |